# Abdelhamid Aberkane
Pour les articles homonymes, voir Aberkane.
Abdelhamid Aberkane est un homme politique algérien. Ancien ministre,, il est élu en 2012 maire d'El Khroub. Professeur en réanimation et ancien recteur de l'université d'Annaba (Algérie). Ancien ministre de l'Enseignement supérieur et ancien ministre de la Santé.